# TV 속의 TV
《TV 속의 TV》는 1993년 10월 24일부터 2018년 9월 15일까지 방송되었던 TV 비평 옴부즈맨 프로그램이었다.

## 개요
1993년 10월 24일에 첫 방송되었으며, 방송과 시청자와의 의사소통을 위한 통로로서 각종 프로그램에 대한 시청자들의 날카로운 비판을 겸여하였다.

## 첫 방송
1993년 10월 24일에 첫 방송되어 2018년 9월 15일까지 방송하였으며, SBS TV의 《열린 TV 시청자 세상》과 비슷한 TV 비평 옴부즈맨 프로그램이었다.

## 방송 시간
| 방송 채널 | 방송 기간                           | 방송 시간                            |
| --------- | ----------------------------------- | ------------------------------------ |
| MBC TV    | 1993년 10월 24일 ~ 1994년 4월 10일  | 매주 일요일 아침 7시 40분 ~ 8시 10분 |
| MBC TV    | 1994년 4월 17일 ~ 1994년 10월 16일  | 매주 일요일 아침 8시 10분 ~ 8시 40분 |
| MBC TV    | 1994년 10월 23일 ~ 1995년 4월 16일  | 매주 일요일 아침 7시 35분 ~ 8시      |
| MBC TV    | 1995년 4월 23일 ~ 1995년 10월 15일  | 매주 일요일 아침 7시 ~ 7시 25분      |
| MBC TV    | 1995년 10월 21일 ~ 1997년 2월 1일   | 매주 토요일 아침 6시 10분 ~ 6시 35분 |
| MBC TV    | 1997년 2월 15일 ~ 1997년 3월 1일    | 매주 토요일 아침 6시 35분 ~ 7시      |
| MBC TV    | 1997년 3월 13일 ~ 1997년 10월 9일   | 매주 목요일 밤 12시 30분 ~ 12시 55분 |
| MBC TV    | 1997년 10월 16일                    | 목요일 밤 12시 50분 ~ 1시 15분       |
| MBC TV    | 1997년 12월 14일 ~ 1998년 4월 19일  | 매주 일요일 아침 6시 35분 ~ 7시      |
| MBC TV    | 1998년 4월 26일 ~ 1998년 10월 25일  | 매주 일요일 아침 6시 45분 ~ 7시 10분 |
| MBC TV    | 1998년 10월 31일 ~ 1999년 5월 8일   | 매주 토요일 낮 1시 ~ 1시 40분        |
| MBC TV    | 1999년 5월 15일 ~ 1999년 10월 16일  | 매주 토요일 낮 12시 10분 ~ 12시 50분 |
| MBC TV    | 1999년 10월 23일 ~ 2000년 5월 13일  | 매주 토요일 낮 12시 10분 ~ 1시       |
| MBC TV    | 2000년 5월 20일 ~ 2000년 10월 28일  | 매주 토요일 낮 12시 10분 ~ 1시 10분  |
| MBC TV    | 2001년 11월 10일 ~ 2007년 5월 19일  | 매주 토요일 낮 12시 10분 ~ 1시 10분  |
| MBC TV    | 2000년 11월 4일 ~ 2001년 8월 18일   | 매주 토요일 아침 8시 ~ 9시           |
| MBC TV    | 2001년 8월 25일 ~ 2001년 11월 3일   | 매주 토요일 낮 1시 ~ 2시             |
| MBC TV    | 2007년 5월 26일 ~ 2008년 11월 15일  | 매주 토요일 오전 11시 ~ 12시         |
| MBC TV    | 2008년 11월 21일                    | 매주 금요일 오전 11시 ~ 12시         |
| MBC TV    | 2008년 12월 5일 ~ 2011년 11월 25일  | 매주 금요일 오전 11시 ~ 12시         |
| MBC TV    | 2012년 8월 17일                     | 매주 금요일 오전 11시 ~ 12시         |
| MBC TV    | 2008년 11월 28일                    | 금요일 낮 12시 40분 ~ 1시 40분       |
| MBC TV    | 2011년 12월 2일 ~ 2012년 1월 20일   | 매주 금요일 낮 12시 15분 ~ 1시 15분  |
| MBC TV    | 2012년 8월 24일 ~ 2012년 10월 5일   | 매주 금요일 낮 12시 15분 ~ 1시 15분  |
| MBC TV    | 2012년 1월 27일 ~ 2012년 7월 27일   | 매주 금요일 낮 12시 10분 ~ 1시 10분  |
| MBC TV    | 2012년 8월 3일 ~ 2012년 8월 10일    | 금요일 오후 3시 ~ 4시                |
| MBC TV    | 2012년 10월 12일 ~ 2013년 3월 15일  | 매주 금요일 낮 12시 20분 ~ 1시 20분  |
| MBC TV    | 2013년 3월 18일 ~ 2014년 4월 28일   | 매주 월요일 낮 12시 20분 ~ 1시 20분  |
| MBC TV    | 2014년 5월 7일                      | 수요일 낮 12시 20분 ~ 1시 20분       |
| MBC TV    | 2014년 5월 13일 ~ 2017년 9월 26일   | 매주 화요일 낮 12시 20분 ~ 1시 20분  |
| MBC TV    | 2017년 12월 26일 ~ 2018년 3월 20일  | 매주 화요일 낮 12시 20분 ~ 1시 20분  |
| MBC TV    | 2017년 10월 3일                     | 매주 화요일 낮 12시 ~ 1시            |
| MBC TV    | 2017년 10월 17일 ~ 2017년 12월 19일 | 매주 화요일 낮 12시 ~ 1시            |
| MBC TV    | 2017년 10월 10일                    | 화요일 낮 1시 10분 ~ 2시 10분        |
| MBC TV    | 2018년 3월 28일                     | 수요일 오후 1시 5분 ~ 2시 5분        |
| MBC TV    | 2018년 4월 4일 ~ 2018년 8월 29일    | 매주 수요일 낮 1시 30분 ~ 2시 30분   |
| MBC TV    | 2015년 9월 30일                     | 수요일 오전 11시 ~ 12시              |
| MBC TV    | 2016년 2월 11일                     | 목요일 오전 11시 ~ 12시              |
| MBC TV    | 2016년 3월 2일                      | 수요일 낮 12시 20분 ~ 1시 20분       |
| MBC TV    | 2018년 9월 5일                      | 수요일 오후 2시 ~ 3시                |
| MBC TV    | 2018년 9월 15일                     | 토요일 아침 8시 10분 ~ 9시 10분      |

## 역대 진행자
- 장하용
- 성경환
- 변창립
- 이성배
- 김창옥
- 이윤철
- 한광섭
- 김기태
- 강재형
- 정혜정
- 김지은
- (故)김태희
- 류수민
- 김소영
- 이주연
- 하지은
- 김초롱
- 구은영

## 경쟁 프로그램
- 열린 TV 시청자 세상 (SBS TV)
- TV비평 시청자데스크 (KBS 1TV)
- KBS 뉴스 옴부즈맨 (종영) (KBS 1TV) (월1회 방송)
- 지금은 시청자 시대 (종영) (EBS 1TV)
- 터치! iTV (종영) (경인방송)
- 전격 TV 소환 (종영) (OBS경인TV)
- 미디어공감 좋은 TV (OBS경인TV)
- 시청자 의회 (JTBC)
- 채널A 시청자 마당 (채널A)
- 열린비평 TV를 말하다 (TV조선)
- 열린TV 열린세상 (MBN)
- 시청자의 눈 (YTN)
- 열린TBC (TBC)